# Oleg Bożjew
Oleg Fielewicz Bożjew (ros. Олег Фелевич Божьев; ur. 25 sierpnia 1961 w Moskwie) – rosyjski łyżwiarz szybki reprezentujący ZSRR, brązowy medalista olimpijski i czterokrotny medalista mistrzostw świata.

## Kariera
Największy sukces w karierze Oleg Bożjew osiągnął w 1984 roku, kiedy zwyciężył podczas mistrzostw świata w wieloboju w Göteborgu. W tym samym roku wystąpił także na igrzyskach olimpijskich w Sarajewie, gdzie był trzeci w biegu na 1500 m. W zawodach tych wyprzedzili go jedynie Kanadyjczyk Gaétan Boucher oraz inny reprezentant ZSRR, Siergiej Chlebnikow. Na tych samych igrzyskach był ponadto piąty w biegu na 5000 m. Na rozgrywanych rok później wielobojowych mistrzostwach świata w Hamar zajął drugie miejsce, ulegając tylko Holendrowi Heinowi Vergeerowi, a podczas mistrzostw Europy w Eskilstunie zajął trzecie miejsce. Wynik z Hamar Bożjew powtórzył także podczas mistrzostw świata w Inzell w 1986 roku oraz mistrzostw świata w Heerenveen w 1987 roku. W pierwszym przypadku pokonał go tylko Hein Vergeer, a w drugim lepszy był Nikołaj Gulajew. Tylko raz stanął na podium zawodów Pucharu Świata: 17 stycznia 1987 roku w Davos był trzeci w biegu na 1500 m. W 1984 roku był mistrzem ZSRR w biegu na 1500 m oraz w wieloboju.
W 1984 roku w Ałma-Acie ustanowił rekord świata na dystansie 1500 m.